# Lussu
Koordinaten: 58° 27′ N, 22° 26′ O
Lussu ist ein Dorf (estnisch küla) auf der größten estnischen Insel Saaremaa. Es gehört zur Landgemeinde Saaremaa (bis 2017: Landgemeinde Lääne-Saare) im Kreis Saare. Bis zur Neugründung der Landgemeinde Saaremaa hieß der Ort „Metsaküla“ und wurde umbenannt, um sich von Metsaküla zu unterscheiden, da beide nun in derselben Landgemeinde liegen.

## Einwohnerschaft und Fläche
Das Dorf hat zwei Einwohner (Stand 1. Januar 2016). Seine Fläche beträgt 5,39 km². 